# Zlatníky
Zlatníky (Hongaars: Aranyosd) is een Slowaakse gemeente in de regio Trenčín, en maakt deel uit van het district Bánovce nad Bebravou.
Zlatníky telt 681 inwoners.